# Волго-Уральская нефтегазоносная область
Волго-Уральская нефтегазоносная область (или Второ́й Баку́; II Баку) — часть крупного нефтегазоносного бассейна, расположенного в России, на территории Восточно-Европейской платформы.

## История
Нефтепроявления в Приволжском нефтеносном районе были впервые описаны во время академических экспедиций П. С. Палласа (1768—1774).

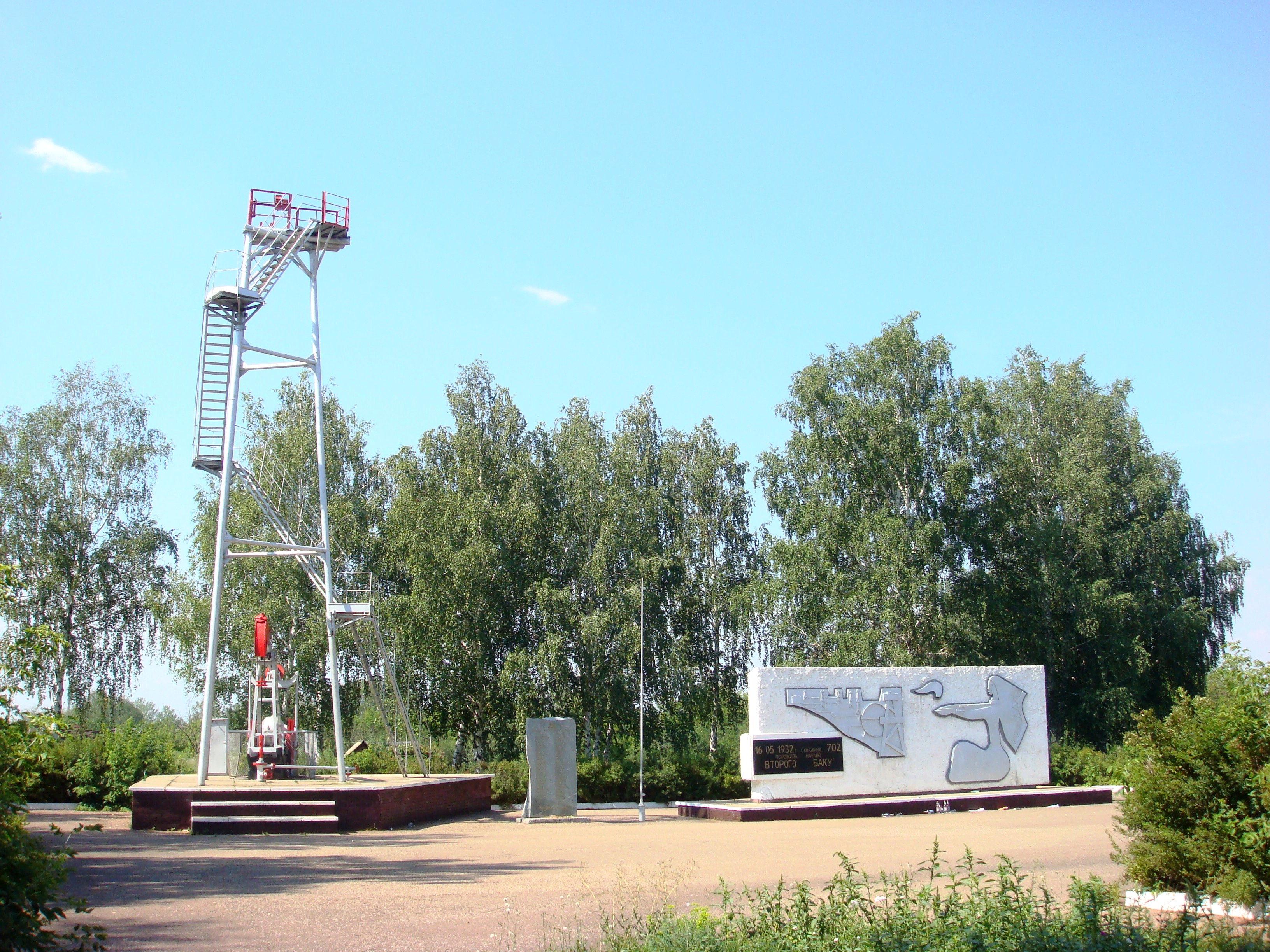
Скважина № 702 в городе Ишимбае положила начало Второго Баку

После открытия Верхнекамского месторождения калийных и магниевых солей Павел Иванович Преображенский продолжал работу на месторождении, во время оконтуривания которого 16 апреля 1929 года в скважине были обнаружены следы нефти. 15 августа 1929 года нефтяная скважина была сдана в эксплуатацию. Таким образом, Преображенским было открыто Верхнечусовское месторождение нефти, что стало началом работ по поиску и разведки нефти на Западном Урале, приведших к открытию Волго-Уральской нефтегазоносной провинции.
В мае 1929 года при участии начальника горного отдела Ф. Н. Курбатова Башсовнархоз обратился в Государственный исследовательский нефтяной институт и в Геологический комитет с просьбой организовать разведку на нефть в Башкирии. Летом того же года по инициативе академика И. М. Губкина Государственный исследовательский нефтяной институт направил в БАССР три специальные геологические партии, одна из них под руководством геолога А. А. Блохина работала в будущем Ишимбае. В июне 1930 года правительство БАССР поднимает вопрос об ускорении начала работ по глубокому бурению перед президиумом Всероссийского ЦИК и Совнаркомом СССР. 28 октября 1930 года вышло Постановление Правительства СССР, обязывающее ВСНХ СССР «обеспечить в планах Союзнефти на 1931 год глубокое бурение месторождений нефти в БАССР». Были приняты меры по укреплению материально-технической базы нефтеразведок. Осенью 1930 года по завершении геологических исследований А. А. Блохин наметил четыре точки скважины № 701—704 под бурение глубоких скважин.
16 мая 1932 года в 11 часов 30 минут с глубины 680,15 метра скважина № 702 выбросила первый 36-метровый фонтан промышленной нефти — в течение 4 часов около 50 тонн нефти. Эта дата является началом становления нефтяной промышленности Башкирии. Именно скважина № 702 на территории современного крупного города Ишимбая положила начало «Второму Баку». Был организован первый в Поволжье и на Урале нефтепромысел. Новый нефтяной центр СССР получил именование Ишимбаевский по деревне Ишимбаево.
В 1935 году в Ишимбае организован трест «Башнефть» (приказ НКТП от1/IX — 1935 г. № 1026 а) (в 1940 переименован в трест «Ишимбайнефть»).
Первоначально название «Второй Баку» (II Баку) применялось к Ишимбайскому нефтяному месторождению, но быстро распространилось на весь регион.
С освоением с 1932 года нефтяных месторождений между Поволжьем и Уралом создавалась вторая (после города Баку) крупная база нефтяной промышленности СССР. По аналогии «Третьим Баку» стала Западная Сибирь.
Начиная с 1950-х годов «Второй Баку» вышло на 1-е место в СССР по размерам добычи нефти (71,5 % в 1965), но в связи с освоением вновь открытых нефтеносных месторождений в Западной Сибири, на полуострове Мангышлак доля «Второго Баку», при абсолютном росте добычи, стала снижаться (в 1970 — 58,6 %).
В 1932 году в Башкирии было открыто Ишимбайское нефтяное месторождение, которое положило начало разработке крупнейших месторождений между Волгой и Уралом, получивших название «Второй Баку». В 1934 году была построена ширококолейная железная дорога Ишимбай — Уфа, протяжённостью 171 км, предназначавшаяся для доставки нефти из Ишимбая на нефтеперерабатывающий завод в Уфу. Уже к 1936 году добыча нефти увеличилась, железная дорога и водный транспорт не справлялись с необходимым объёмом перевозки нефти. Поэтому построили и ввели в эксплуатацию в 1937 году нефтепровод Ишимбай — Уфа, диаметром 12 дюймов, протяжённостью 168 км с одной перекачивающей насосной станцией. Несколько раз этот трубопровод менял направление перекачки. Во второй пятилетке (1933—1937 годы) трубопроводная сеть СССР увеличилась ещё на 1150,9 км.

## Месторождения
- Ромашкинское нефтяное месторождение
- Верхнечусовское месторождение
- Арчединский нефтегазоносный район
  - Арчединское нефтегазовое месторождение
  - Кудиновское месторождение